# 山吉田水門
山吉田水門（やまよしだすいもん）は、宮城県登米市米山町にあって現役で新迫川と旧迫川を分岐している、「みやぎの土木遺産」である。

## 概要
栗駒山の南東斜面の多雨地帯の雨水を集めて流れる旧迫川は、中流から下流にかけて4000分の1という極めて緩い勾配で、中・下流部50キロメートル地点は，高低差が7mしかない低平地にあるため、幾度となく洪水に襲われた。旧北上川下流域と合わせると、慶長年間から昭和初期までの約350年間に75回もの洪水被害を受けたと伝えられている。

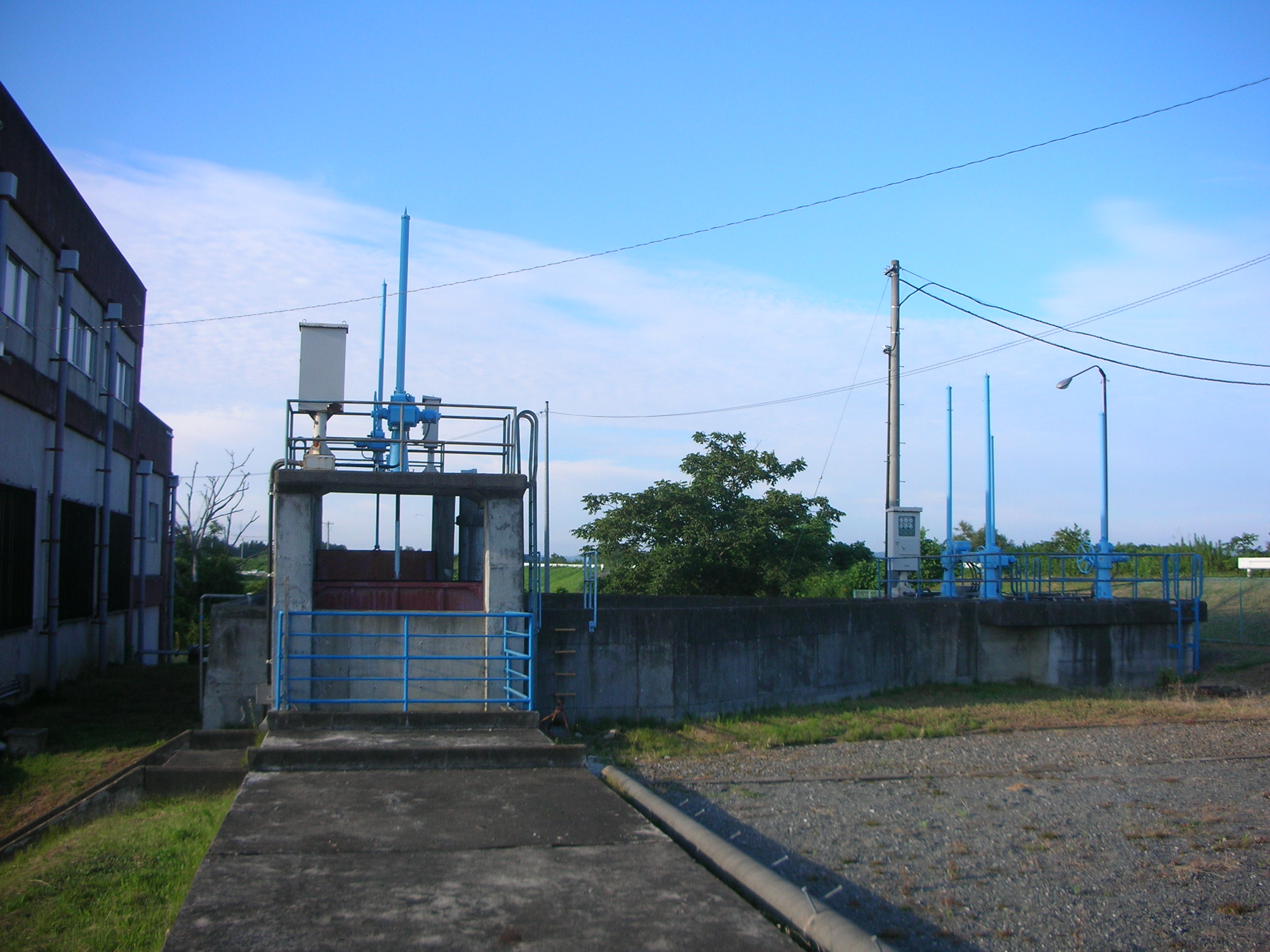
山吉田水門（2）

伊達家が統治していた時代から改修工事は行われ続けたが、昭和7年から14年にかけ、現在の登米市米山町山吉田から北上川分流地点である剣先までの32キロメートルあった旧迫川を僅か11.7キロメートルに短縮する新川（新迫川）開削事業が行われた。
その事業の主体である新旧迫川の分岐（分流）のために、山吉田水門及び洗堰が新設された。本水門は全幅17.3mで手動式巻揚機八連を配し、洪水位の低下、旧迫川への洪水流入防止及び維持用水確保に、半世紀以上経過した現在においても利用されている。

## 沿革
- 1932年（昭和7年）新迫川開削着工
- 1938年（昭和13年）山吉田水門完成
- 1939年（昭和14年）新迫川完成

## 所在地
宮城県登米市登米市米山町西野北土手外

## アクセス
- 三陸沿岸道路：登米ICから車で20分